# Краљ Ричард: Предност у игри
Краљ Ричард: Предност у игри (енгл. King Richard) је амерички биографски спортски драмски филм из 2021. године, редитеља Рејналда Маркуса Грина и сценаристе Зека Бајлина. Филм прати живот Ричарда Вилијамса, оца и тренера познатих тенисерки Венус и Серене Вилијамс, које су биле извршне продуценткиње филма. Насловну улогу тумачи Вил Смит, са Аунџану Елис, Санија Сидни, Деми Синглтон, Тонијем Голдвином и Џоном Бернталом у осталим улогама.
Премијерно је приказан на 48. филмском фестивалу Telluride 2. септембра 2021, а у биоскопима је пуштен 19. новембра исте године од стране Warner Bros. Pictures и на HBO Max сервису за стриминг. Зарадио је 38 милиона долара у поређењу са буџетом од 50 милиона долара и добио је позитивне критике критичара, уз похвале за сценарио и глуме Смита, Елис и Сидни.
Амерички филмски институт и Национални одбор за рецензију прогласили су га једним од најбољих филмова 2021. године; потоњи је такође доделио награду за најбољег глумца Смиту и најбољу споредну глумицу Елис. Освојио је шест номинација на 94. додели Оскара (укључујући најбољи филм), седам номинација на 53. додели награда NAACP Image Awards (укључујући изванредан филм), шест номинација на 27. додели награда Critics' Choice Awards (укључујући најбољи филм) и четири номинације на 79. додела Златних глобуса (укључујући најбољи филм – драма). За свој наступ, Смит је освојио више награда, укључујући Оскара, Златни глобус и Награду Удружења филмских глумаца.

## Радња
Ричард готово никада није играо тенис и није био професионални тренер, ипак се обавезао да тренира најбоље тенисерке на свету, Серену и Венус Вилијамс. Док су биле још јако мале, Ричард је направио детаљан план за њихове будуће каријере. Kао резултат, Серена и Венус Вилијамс су освојиле 30 појединачних гренд слем титула − Серена 23, Венус 7 укључујући и пет Вимблдона.

## Улоге
| Глумац        | Улога                 |
| ------------- | --------------------- |
| Вил Смит      | Ричард Вилијамс       |
| Аунџану Елис  | Орасен „Бренди” Прајс |
| Санија Сидни  | Венус Вилијамс        |
| Деми Синглтон | Серена Вилијамс       |
| Џон Бернтал   | Рик Мачи              |
| Тони Голдвин  | Пол Коен              |

## Продукција
Пројекат је најављен у марту 2019. године, када је потврђено да ће Вил Смит играти Ричарда Вилијамса, по сценарију Зака Бејлина. Варнер Брос. је био успешан понуђач за филм. Рејналдо Маркус Грин потписао је уговор за директора у јуну.
Главно снимање почело је у јануару 2020. у Лос Анђелесу. Према Калифорнијској филмској комисији, продукција је потрошила 35,6 милиона долара у држави, са 7,5 милиона враћених пореских кредита. У марту 2020. године снимање је прекинуто због пандемије ковида-19. У октобру 2020, Тони Голдвин се придружио глумачкој екипи, заменивши Лијева Шрајбера, који је одустао због сукоба у распореду као последица пандемије. Снимање је настављено касније тог месеца.